# Hermann Foertsch
Hermann Foertsch, nemški general, * 4. april 1895, † 27. december 1961.